# Angel Fire, Novi Meksiko
Angel Fire je selo u okrugu Colfaxu u američkoj saveznoj državi Novom Meksiku. Prema popisu 2010. imao je 1.216 stanovnika. Popularno je skijaško odmaralište, s preko 2 km2 skijališta. Angel Fire i obližnja naselja imaju vrlo hladne zime i blaga ljeta.
Prema sjeveru nedaleko od autoceste 64 nalazi se Državni spomen-park veterana Vijetnamskog rata, koji je osnovala obitelj poginulog američkog marinca Davida Westphalla, koji je poginuo u Vijetnamskom ratu 22. svibnja 1968. godine. Angel Fire nalazi se na kod Začaranog kruga, slikovite sporedne ceste čiji istočni kraj završava u dolini Moreno, između Eagle Nesta i Angel Firea.

## Zemljopis
Angel Fire je na jugozapadu okruga. Središte sela je u dolini potoka Cieneguille (Cieneguilla Creek). Zgrade se prostiru uz planinske padine prema istoku i zapadu. Skijaško odmaralište Angel Fire u potpunosti se nalazi unutar granica ovog sela. Najniža točka skijališta je na 2600 m, a najviša je 3254 m koja se nalazi na jugoistoku skijališta.
Selo se pruža prema sjeveru prateći autocestu 64 sve do 16 km južno od Eagle Nesta. Prema zapadu autocesta 64 prati planinski prijevoj Palo Flechado u planinama Sangre de Cristo i vodi do 34 km udaljenog Taosa. Državna cesta Novog Meksika br. 434 spaja središte Angel Firea s US 64 na sjeveru i vodi prema Mori udaljenoj 55 km. Iz Angel Firea vidljiv je najviši vrh Novog Meksika Wheeler Peak.
Prema Uredu SAD-a za popis stanovništva, Angel Fire je površine 75 km2, od čega 74,9 otpada na kopno i 0,1 na vodene površine.

## Vanjske poveznice
- Službena stranica  Arhivirana inačica izvorne stranice od 20. listopada 2011. (Wayback Machine)